# Isabelle Thorpe
Isabelle Thorpe (Bristol, 4 de março de 2001) é uma nadadora artística britânica.

## Carreira
No Campeonato Mundial de Esportes Aquáticos de 2019, Thorpe e Kate Shortman competiram na rotina técnica de dueto e na rotina livre de dueto e terminaram em 14º lugar na fase preliminar em ambos os eventos.
Em 2021, ela competiu nos eventos de rotina livre de dueto e rotina técnica de dueto no Campeonato Europeu de Esportes Aquáticos de 2020, realizado em Budapeste, Hungria. Thorpe e Kate Shortman terminaram em 9º lugar na rotina técnica de dueto no Campeonato Mundial de Esportes Aquáticos de 2022, realizado em Budapeste, Hungria.
No Campeonato Mundial de Esportes Aquáticos de 2024 em Doha, Thorpe e Shortman ganharam a medalha de prata na competição de rotina técnica de dueto, tornando-se os primeiros britânicos a fazê-lo. A dupla seguiu com o bronze na competição de rotina livre de dueto. Nos Jogos Olímpicos de Verão de 2024, em Paris, conquistou a medalha de prata na competição em dueto na natação artística, ao lado de Shortman.